# City of York
York – dystrykt (unitary authority) w hrabstwie ceremonialnym North Yorkshire w Anglii.

## Miasta
- Haxby i York

## Civil parishes
- Acaster Malbis, Askham Bryan, Askham Richard, Bishopthorpe, Clifton Without, Copmanthorpe, Deighton, Dunnington, Earswick, Elvington, Fulford, Haxby, Heslington, Hessay, Heworth Without, Holtby, Huntington, Kexby, Murton, Naburn, Nether Poppleton, New Earswick, Osbaldwick, Rawcliffe, Rufforth with Knapton, Skelton, Stockton-on-the-Forest, Strensall with Towthorpe, Upper Poppleton, Wheldrake i Wigginton[2].